# Kienberg (Soleure)
Pour les articles homonymes, voir Kienberg.
Kienberg est une commune suisse du canton de Soleure, située dans le district de Gösgen.

Vue aérienne (1953)